# Anat-Har
Anat-Har fou un rei egipci de dinastia incerta (XIV, XV) que portava el títol hikse d'Heqa Khaswt que vol dir "rei vingut de les terres estrangeres". Har derivaria de harru, nom cananeu de muntanya i associat a la religio semita, i fou comú als noms cananeus des de dinastia XII com equivalència de gran. Només hi ha constància d'un escarabat amb el seu nom.
El més probable és que formi part de la dinastia XIV, ja que els de la dinastia XV són coneguts i quant als de la dinastia XVI, l'antiga teoria de què foren hicsos està gairebé descartada, i probablement foren egipcis.